# إبراهام أ. ديو
إبراهام أ. ديو هو محامي وقاضي وسياسي أمريكي، ولد في 25 يونيو 1793، وتوفي في 20 مارس 1873. نشط حزبياً في الحزب الديمقراطي. وقد انتخب عضو مجلس ولاية نيويورك ‏.